# Hidden Lakes (Ohio)
Hidden Lakes es un lugar designado por el censo ubicado en el condado de Morrow en el estado estadounidense de Ohio. En el Censo de 2020 tenía una población de 16 habitantes y una densidad poblacional de 24,24 habitantes por km². Fue incluido como CDP en el censo de 2020.

## Geografía
Hidden Lakes se encuentra ubicado en las coordenadas 40°32′53″N 82°45′48″O / 40.54806, -82.76333. Según la Oficina del Censo de los Estados Unidos,  tiene una superficie total de 0,66 km², todos correspondientes a tierra firme.